# Lee Loevinger
Lee Loevinger foi um advogado americano de Direito da concorrência. Quando ocupava o cargo de comissário da Federal Communications Commission (FCC) em 1960 teve a ideia do número de telefone de emergência 911, e insistiu para que a AT&T instalasse-o, ainda que a empresa afirmasse que tal tecnologia era impraticável.
De 1961 a 1963 foi "Assistant Attorney General" na Divisão Antitruste do Ministério da Justiça de Minnesota.
Em 1960 e 1961 tornou-se "'Associate Justice" do Supremo Tribunal de Minnesota.
É autor de outros 150 livros nas áreas da Direito, Economia, Direito da concorrência, regulamentação da Comunicação e do Jornalismo e na relação entre Direito e Ciência.
O termo jurimetria, foi utilizado por Lee Loevinger para definir o uso de métodos quantitativos no Direito. Escreveu diversos artigos sobre o tema,